# Tom Freund
Thomas Hagström Freund (New York, 28 agosto 1968) è un cantautore e polistrumentista statunitense.

## Discografia

### Album in studio
- 1992 – Pleasure and Pain con Ben Harper
- 1998 – North American Long Weekend
- 1999 – Sympatico
- 2004 – Copper Moon
- 2007 – Hug Trees
- 2008 – Collapsible Plans
- 2011 – The Edge of Venice
- 2014 – Two Moons
- 2018 – East of Lincoln
- 2022 – The Year I Spent in Space